# مايك تشين
مايك تشين (بالإنجليزية: Mike Chinn)‏ هو كاتب بريطاني، ولد في 13 ديسمبر 1954 في برمنغهام في المملكة المتحدة.